# Anterhynchium nigrocinctum
Anterhynchium nigrocinctum är en stekelart som först beskrevs av Henri Saussure 1853.  Anterhynchium nigrocinctum ingår i släktet Anterhynchium och familjen Eumenidae. Utöver nominatformen finns också underarten A. n. meraukense.